# Dinuba
Dinuba est une municipalité des États-Unis située en Californie, dans le comté de Tulare.

## Histoire

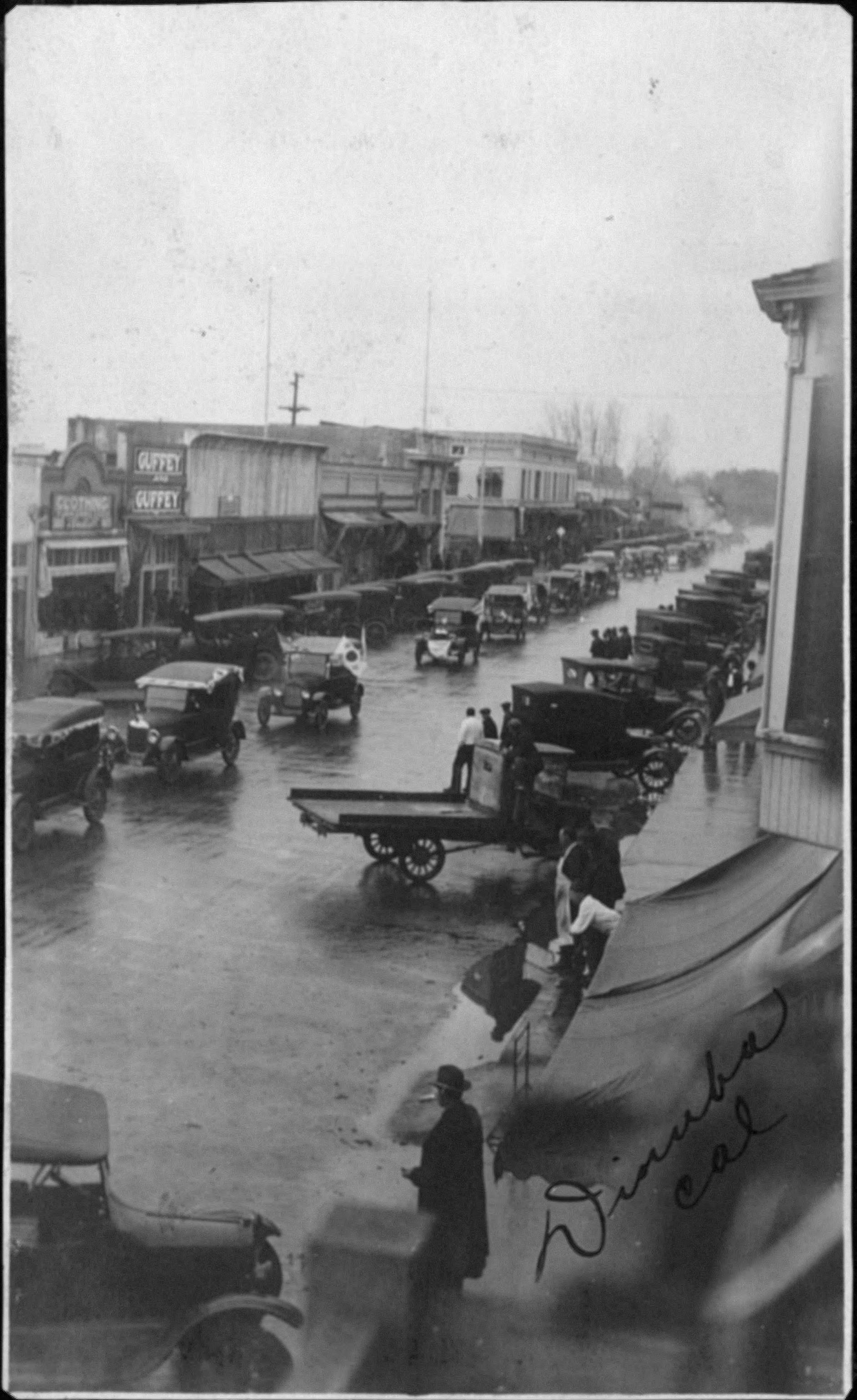
Défilé du premier mars, 1920

## Démographie
| 1910 | 1920  | 1930  | 1940  | 1950  | 1960  |
| ---- | ----- | ----- | ----- | ----- | ----- |
| 970  | 3 400 | 2 968 | 3 790 | 4 971 | 6 103 |

| 1970  | 1980  | 1990   | 2000   | 2010   | - |
| ----- | ----- | ------ | ------ | ------ | - |
| 7 917 | 9 907 | 12 743 | 16 844 | 21 453 | - |

## Jumelage
- Malsch (Allemagne) depuis 1975.
- Uruapan (Mexique)